# Bitwarden
Bitwarden es un gestor de contraseñas libre y de código abierto que almacena información sensible —como credenciales de sitios web— en una caja fuerte encriptada. El servicio está disponible en interfaz web, aplicaciones de escritorio, complementos para navegador, aplicaciones móviles e interfaz de línea de comandos. Bitwarden ofrece un servicio alojado en la nube y también posee la habilidad de implementar soluciones en software local.

## Historia
Tras la adquisición de LastPass por parte de la empresa LogMeIn, Kyle Spearrin, un arquitecto de software, buscó una alternativa de código abierto a este último. Pero fue un fracaso según el sitio web Developpez.com: «Su investigación no tuvo éxito. Todos los gestores que pudo encontrar en la web eran privados y de pago. También están disponibles otras soluciones de código abierto como KeePass, pero según Spearrin, esta última no ofrece la misma facilidad de uso que Lastpass».
Luego decidió crear su propio gestor de contraseñas. Para ello, lanzó una campaña de micromecenazgo en Kickstarter y recaudó 7016 $ para poder desarrollar su software. Trabajó cada noche durante aproximadamente un año.
Finalmente, el 10 de agosto de 2016 lanzó su primera versión para iOS y Android, una extensión para los navegadores web Chrome y Opera, y un sitio web. En febrero de 2017 lanzó una extensión para Firefox y en enero de 2018 lanzó su versión para Safari.

## Características
- Código abierto.[1]
- Desbloqueo biométrico.
- Sincronización en la nube.
- Guarda elementos como datos de usuario (logins), notas seguras, tarjetas de crédito e identidades.
- Cifrado de extremo a extremo de los datos de la caja fuerte.
- Historial para poder consultar las contraseñas previas.
- Compartición segura de elementos de la caja fuerte con otros usuarios de Bitwarden.
- Autocompletado de información para iniciar sesión en páginas web y otras aplicaciones.[2]
- Generador de contraseñas.[3]
- Herramienta de comprobación de fortaleza de contraseñas.[4]
- Autenticación de múltiples factores a través de aplicaciones de autenticadores, correo electrónico, Duo,[5] YubiKey,[6] y FIDO U2F.
- Adjuntado de archivos.[7]
- Almacenamiento de claves TOTP (Time-based One-time Password) y generador de códigos.
- Informes de fugas de datos y comprobación de contraseñas expuestas a través de Have I Been Pwned?
- Aplicaciones para múltiples plataformas.
- Servidor Bitwarden para alojar en servior propio on-premises.
- Login con Single Sign-On.[8]